# Veselý Kopec
Veselý Kopec je vesnice na části katastrálního území Dřevíkov s rozsahem poloh přibližně 535–579 m n. m.na území Železných hor v CHKO Žďárské vrchy, v rámci administrativně správním část obce Vysočina v okrese Chrudim náležejícím do Pardubického kraje na území České republiky.
Původní zástavba i do lokality přemístěné objekty lidové architektury a technického stavitelství (exponáty Muzea v přírodě Vysočina) leží na jihovýchodě katastrálního území Dřevíkov. Původně osada Dřevíkov byla v letech 1910–1960 součástí samostatné obce Svobodné Hamry, sloučené s okolními, též samostatnými obcemi (Možděnice a rozlohou největší Rváčov). Společně vytvořily jednu obec s názvem Vysočina o rozloze 1790,133 ha a sídlem obecního úřadu v Dřevíkově.
V roce 2001 žilo v sídelní lokalitě trvale 20 obyvatel, v roce 2009 zde bylo evidováno 12 adres a v roce 2017 celkem 11 stavebních objektů. Obec Vysočina, jejíž částí je Veselý Kopec, přísluší do správního obvodu obce s rozšířenou působností Hlinsko.

## Historie
Původně osada osídlována snad ve 14. století. Váže se k ní pověst o králi Václavu II., který měl nařídit stavbu vodního mlýna a pily (Králova Pila, pravděpodobně založená v roce 1302, lokalita Milesimov) a v té souvislosti se zúčastnit „veselé“ slavnosti na kopci nad řekou Chrudimkou. Místu se pak mělo říkat Veselý Kopec. Později osada se čtyřmi usedlostmi, včetně vodního mlýna, náležela k sousední vsi Dřevíkov.
První písemná zmínka o sídelní lokalitě pochází z roku 1654. Původní osadu tvořily rozptýlené zemědělské usedlosti na stráních údolí s řekou Chrudimkou, vznikaly postupně od 16. století, stávalo zde několik stavení, mlýn, pekařství a hostinec.

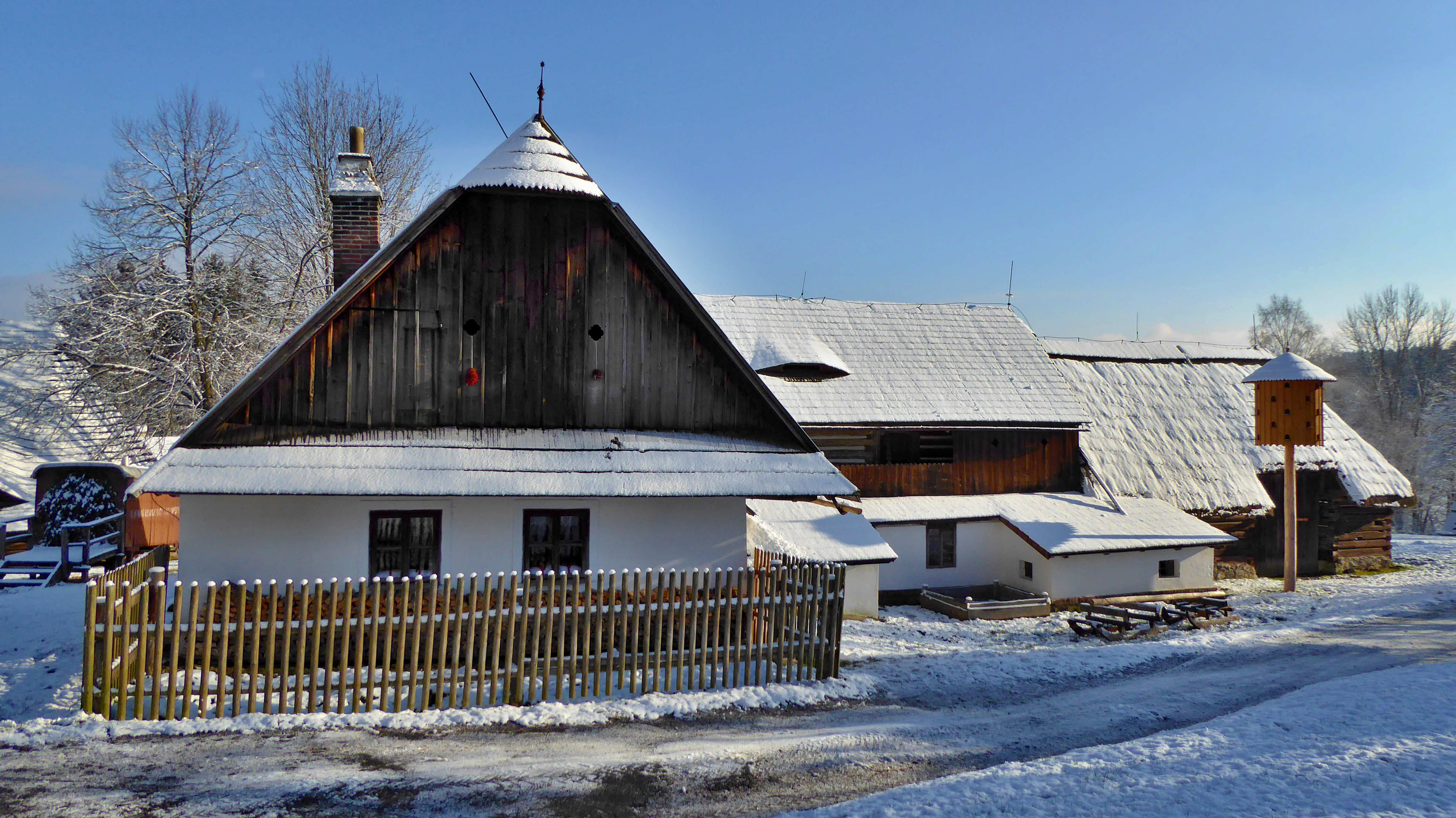
Původní zemědělská usedlost čp. 4 na Veselém Kopci, kulturní památka v roce 2013 získána Národním památkovým ústavem České republiky

Na kulturně významnou památku lidového stavitelství v podobě roubené usedlosti čp. 4 na Veselém Kopci poukázal památkář PhDr. Jaroslav Herout v 50. letech 20. století a navrhl ji zapsat mezi památkově chráněné objekty, společně s dalšími v okolních vesnicích (kovárna v Možděnici, venkovský zámek a železný hamr ve Svobodných Hamrech, židovské památky v Dřevíkově aj.).
Zemědělská usedlost na Veselém Kopci čp. 4 (usedlost U Pilných) byla zapsána do státního seznamu kulturních památek v roce 1964 a patří mezi nejvýznamnější dochované, tzv. poloselské grunty s obytným stavením a chlévy, stodolou a roubeným haltýřem nad pramenem vody (holubník byl doplněn později), dokumentující pasekářské osídlování Železných hor. Stavba je uvedena v písemné zprávě pocházející z roku 1654, tzv. soupisu berní ruly neboli daňových povinností v Českém království. V roce 1775 prodala vrchnost ze Svobodných Hamrů usedlost s poli a loukami a následně se střídali její majitelé.
V letech 1971–1972 byl památkově chráněný objekt opravován a po dohodě s majiteli v něm byla v roce 1972 zpřístupněna veřejnosti první expozice, světnice tkalce a stodola, v muzeu v přírodě s původním názvem Soubor lidových staveb a řemesel Vysočina. Postupně byly do lokality přemístěny další objekty představující kulturní historii venkova.
V roce 2013 byla jediná původní stavba (čp. 4) získána do vlastnictví Národního památkového ústavu a v letech 2014–2016 zrekonstruována.

## Geografie

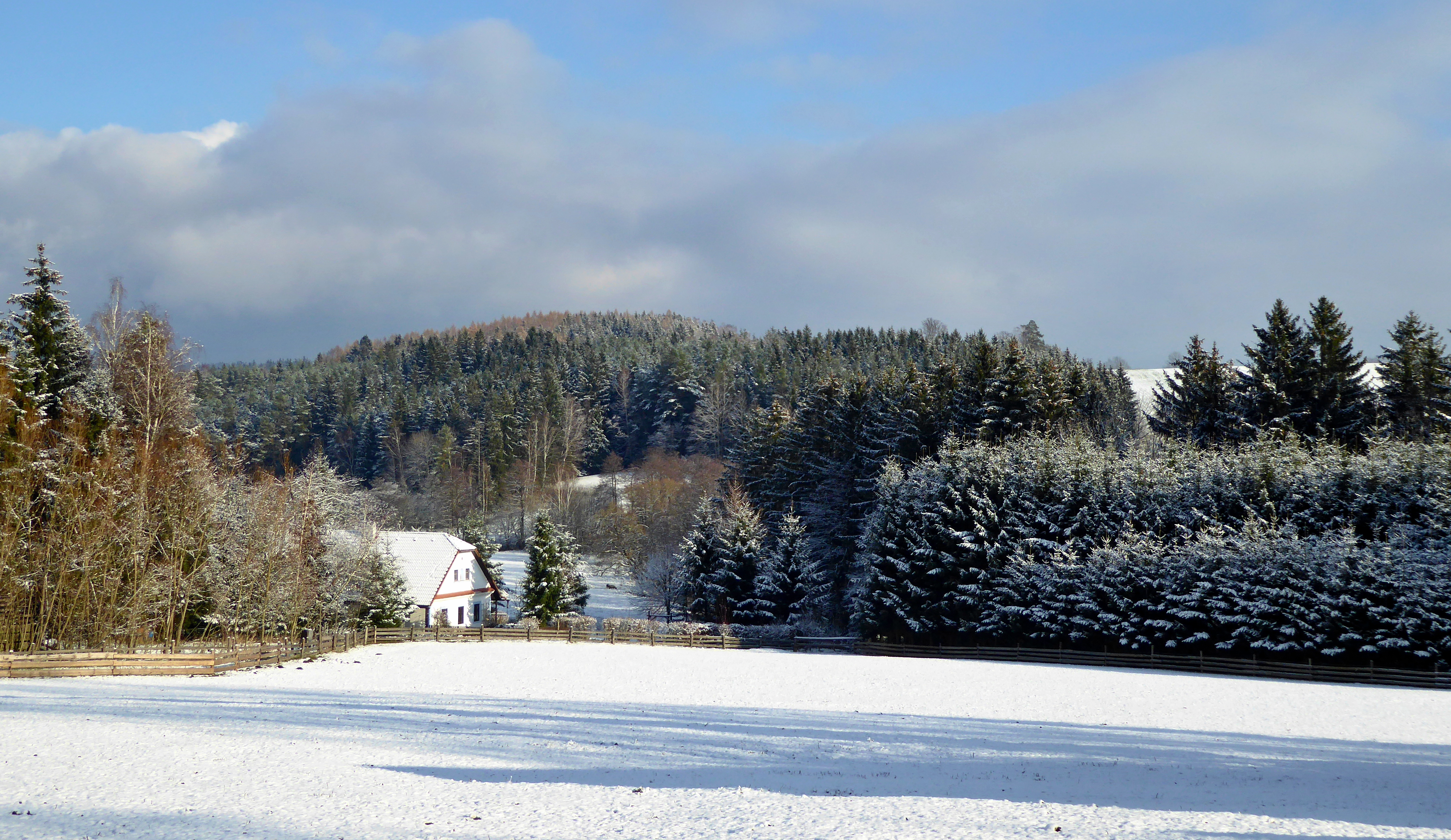
Zimní krajina v lokalitě Veselý Kopec nad řekou Chrudimkou v Železných horách

Sídelní lokalita leží přibližně 5 km západně od Hlinska. Původní zástavba a objekty kulturních památek se nachází nad soutokem Dlouhého potoka s řekou Chrudimkou, na východních až jihovýchodních svazích vyvýšeniny se zeměpisným názvem (oronymum) Na Veselém Kopci (578,5 m n. m.). Geograficky je součástí členité Stružinecké pahorkatiny, geomorfologického okrsku Sečské vrchoviny v jihovýchodní části pohoří Železných hor.
Krajina v lokalitě Veselého Kopce, její georeliéf, byl jedním z kritérií pro výběr umístění zamýšlené expozice muzea v přírodě, zejména orientace svahu vyvýšeniny Na Veselém Kopci, na který měly být postupně přeneseny stavby z jiných lokalit Českomoravské vrchoviny. Otevřený svah od jihovýchodu až jihu a naopak chráněný od severozápadu vrcholovou částí kopce byly důležité podmínky pro menší zátěž dřevěných částí staveb povětrnostními vlivy (kromě sídelní lokality Veselý Kopec zvažovány jako místa pro umístění muzea v přírodě městys Trhová Kamenice a vesnice Vortová, Všeradov, Zubří).

## Muzeum v přírodě

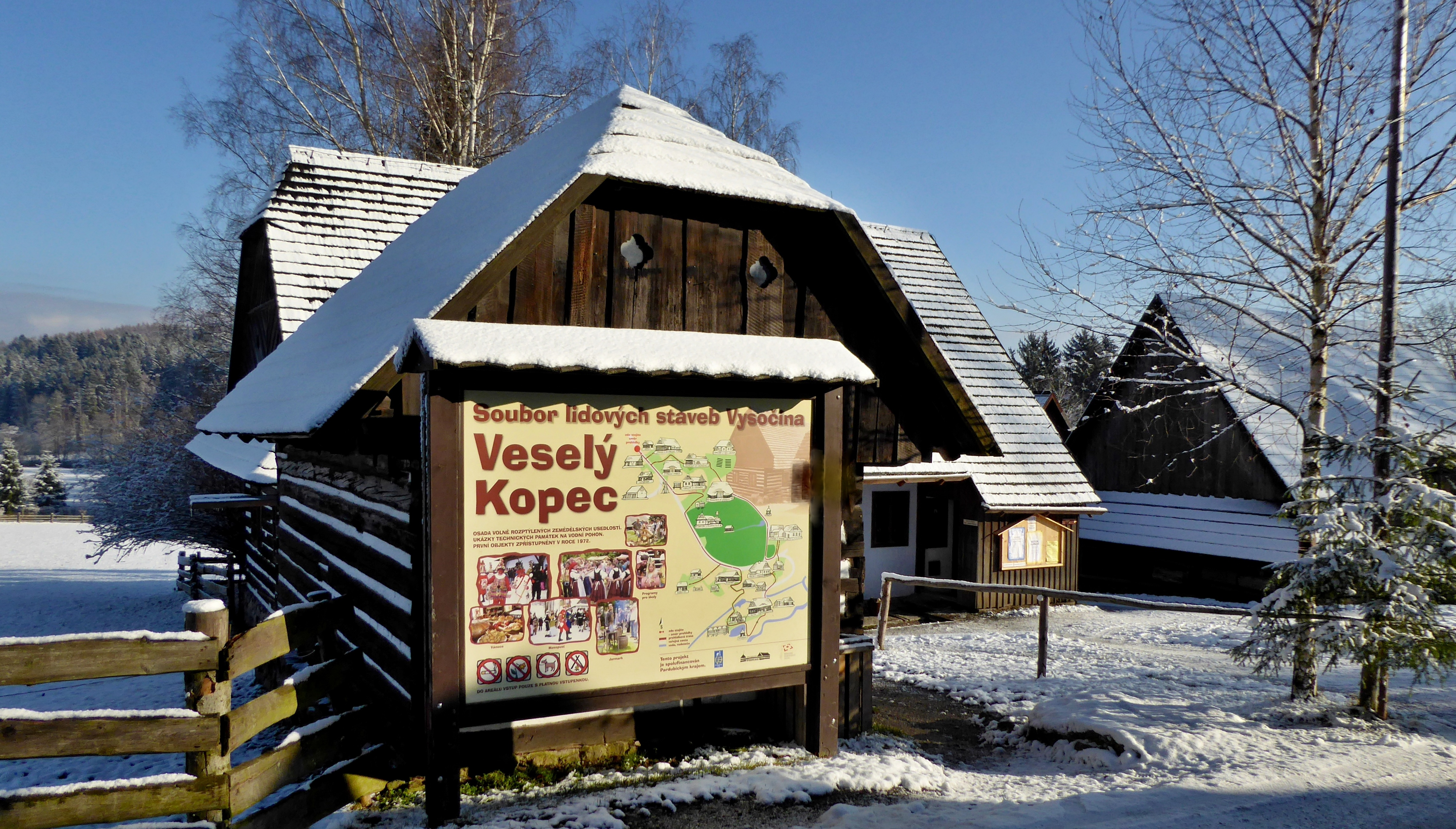
Vstup do areálu Veselý Kopec, v zimním období expozice Muzea v přírodě Vysočina spojena zejména s tradicemi Vánoc a masopustu, běžně otevřená zpravidla v měsících duben až říjen

Zakladatelem expozice lidové architektury a technického stavitelství na Veselém Kopci byl Luděk Štěpán (1932 – 2017), dobrovolný památkář v okrese Chrudim a v letech 1982–1992 jeho vedoucí, po profesionalizaci muzea s názvem Soubor lidových staveb Vysočina. V průběhu existence muzea do sídelní lokality přeneseno vícero významných památek lidového stavitelství z různých míst Českomoravské vrchoviny, například v roce 1985 mělo muzeum již 25 objektů představujících lidové stavby z Hlinecka, okolí Poličky a Litomyšle. Na výstavbě exponátů spolupracovali také dobrovolníci z Dřevíkova, Svobodných Hamrů, Veselého Kopce i jiných míst.
V současnosti je Veselý Kopec známý zejména jako muzeum v přírodě, po začlenění části venkovských domků urbanistického celku Betlém v centru města Hlinsko v roce 1989 (vesnická památková rezervace od roku 1995) jedna z expozic Souboru lidových staveb Vysočina, v letech 2003 až 2018 ve správě Národního památkového ústavu (v letech 2013–2018 v rámci Územní památkové správy na Sychrově).
Národopisná muzejní expozice v přírodě, někdy též lidově označovaná jako skanzen podle švédského „vzoru“, reprezentuje v sídelní lokalitě Veselý Kopec, pod vrcholem vyvýšeniny Na Veselém Kopci (578,5 m n. m.), původní objekty lidového stavitelství pocházející z 18. a 19. století, především z tzv. Českého Horácka v rámci národopisné oblasti Horácko a geograficky navazujících regionů, Chrudimska a Litomyšlska.
Expozice je každoročně spojena se slavnostmi masopustu, dožínek, veselokopeckého jarmarku a také vánočních obyčejů, pravidelně se na Veselém Kopci představují také různá tradiční řemesla. Od 11. prosince 2018 je expozice vesnice součástí Muzea v přírodě Vysočina, organizačně začleněného do Národního muzea v přírodě.

## Skanzen ve filmu
Skanzen je také využíván filmaři. Vznikly zde tyto filmy a pohádky:
- Putování Jana Amose (1983, režie: Otakar Vávra)
- Cirkus Humberto (1988, režie: František Filip)
- Sedmero krkavců (1993, režie: Ludvík Ráža)
- Nesmrtelná teta (1993, režie: Zdeněk Zelenka)
- Nehynoucí láska (1994, režie: Bernard Rose)
- Golet v údolí (1995, režie: Zeno Dostál)
- Lotrando a Zubejda (1997, režie: Karel Smyczek)
- Jak přišli kováři k měchu (1998, režie: Vlasta Janečková)
- Zakletý vrch (1999, režie: Vlasta Janečková)
- O ševci Ondrovi a komtesce Jůlince (2005, režie: Zdeněk Kozák ml.)
- Tři životy (2007, režie: Jiří Strach)
- Český Honza (2007, režie: Zdeněk Kozák ml.)
- Nejlepší přítel (2017, režie: Karel Janák)
- Princezna a půl království (2019, režie: Karel Janák)